# Columbia Speedway
Der Columbia Speedway ist ein ehemaliger Speedway mit einer Länge von einer halben Meile in Cayce, South Carolina, unweit von Columbia. Auf ihm wurden zwischen 1951 und 1971 Rennen der NASCAR Grand National Division ausgetragen. Er ist heute als „Historic Columbia Speedway Events Facility“ ein wichtiger lokaler Veranstaltungsort.

## Geschichte
Eröffnet wurde der Columbia Speedway am Sonntag, dem 25. April 1948 als Dirt-Track mit losem Untergrund. Zu dieser Zeit veranstaltete die NASCAR jeden Donnerstagabend ein Rennen. Unter den Teilnehmern waren bekannte Fahrer wie Fireball Roberts, Ned Jarrett, Ralph Earnhardt, Lee Petty sowie der spätere siebenfache Winston-Cup-Champion Richard Petty, der hier am 12. Juli 1958 sein allererstes Rennen überhaupt bestritt. Eine Besonderheit war, dass die Rennen jeweils am Donnerstag ausgetragen wurden, während Rennen auf anderen Strecken jeweils am Freitag oder Samstag ausgetragen wurden. Hintergrund dieser Besonderheit war, dass die Soldaten ihren Sold am Donnerstag ausbezahlt bekamen und die Veranstalter herausfanden, dass sie ihn am Freitag beziehungsweise Samstag bereits wieder ausgegeben hatten.
Zur Saison 1971 wurde die komplette Strecke asphaltiert, so dass die letzten beiden NASCAR-Rennen auf dem Columbia Speedway auf Asphalt stattfanden. Zur selben Zeit wurden in Cayce Gesetze erlassen, mit denen es praktisch unmöglich wurde, Rennen auf dem Speedway zu veranstalten. Hierdurch und wegen neuer, modernerer Rennstrecken wurden die Rennen von NASCAR auf dem Columbia Speedway vom Rennkalender gestrichen. Die endgültige Stilllegung der Rennstrecke erfolgte 1979.

## Veranstaltungen
Ab der Saison 1951 fanden Rennen zur Meisterschaft der Grand National Division auf dem Columbia Speedway statt. Die Renndistanz betrug jeweils 100 Meilen oder umgerechnet circa 161 km mit Ausnahme von zwei der insgesamt 43 Rennen, die hier ausgetragen wurden. Zwischen 1956 und 1959 trug zudem die NASCAR Convertible Division insgesamt acht Rennen hier aus, die ebenfalls über eine Distanz von jeweils 100 Meilen gingen.
Zwischen 1953 und 1976 fanden auf der Strecke insgesamt 222 Rennen der NASCAR Late Model Sportsman National Championship, einer Vorgängerserie der Nascar Xfinity Series, statt.

## Gegenwart
Nachdem das Infield des Speedway 30 Jahre lang von der Vegetation überwuchert wurde, begann 2009 eine lokale Initiative von Rennsportfreunden das Gelände wieder herzurichten. Am 25. April 2009 wurde der Speedway mit einem „First Annual Historic Columbia Speedway Spring Festival“ wieder eröffnet. Das Gelände ist seitdem als Historic Columbia Speedway Events Facility Veranstaltungsort für eine jährlich wiederkehrende Rennauto-Ausstellung und wird nebenher für Autokino-Vorstellungen, lokale Feste, Autoausstellungen, Konzerte, Flohmärkte, Fahrrad-Veranstaltungen und Fußball-Turniere genutzt.